# Чикотоно (Авелино)
Чикотоно је насеље у Италији у округу Авелино, региону Кампанија.
Према процени из 2011. у насељу је живело 45 становника. Насеље се налази на надморској висини од 707 м.